# Battaglia di Nanshan
La Battaglia di Nanshan (南山の戦い?, Nanzan no tatakai) fu uno scontro militare terrestre nell'ambito della guerra russo-giapponese. Fu combattuto nella Penisola di Liaodong pochi km a nord di Port Arthur, in Manciuria.

## Antefatti
La seconda armata poteva contare oltre 38 000 soldati ed era composta dalla prima, terza e quarta divisione dell'esercito imperiale giapponese, provenienti rispettivamente da Tokyo, Nagoya e Osaka. Dopo la vittoria giapponese nella battaglia del fiume Yalu la seconda armata giapponese comandata dal generale Yasukata Oku iniziò ad occupare la penisola di Liaotung, a solo 60 miglia a nord di Port Arthur, completando le operazioni di arrivo e sistemazione dei soldati il 5 maggio 1904.
Il piano giapponese prevedeva in primo luogo l'attacco e la rottura delle posizioni difensive russe e la cattura del porto di Dalian e a seguire l'assedio di Port Arthur.
Il viceré russo Evgenij Ivanovič Alekseev fu richiamato a Mosca per volere dello Zar lasciando il comando delle truppe di terra ad Anatolij Stessel' e all'ammiraglio Vil'gel'm Vitgeft il comando della Marina Imperiale, tuttavia entrambi furono lasciati senza ordini precisi in mano e in particolare l'ammiraglio Vitgeft si dimostrò indeciso e a tratti incompetente consentendo ai giapponesi di completare gli sbarchi e l'occupazione.
Anatolij Stessel' aveva a disposizione circa 17 000 soldati in aggiunta ai 3 000 barricati nelle fortificazioni della collina di Nanshan, il suo intento era quello di tenere le fortificazioni nonostante il pesante soprannumero dei giapponesi basandosi sui suoi 114 pezzi di artiglieria e sulle fortificazioni.

## Battaglia

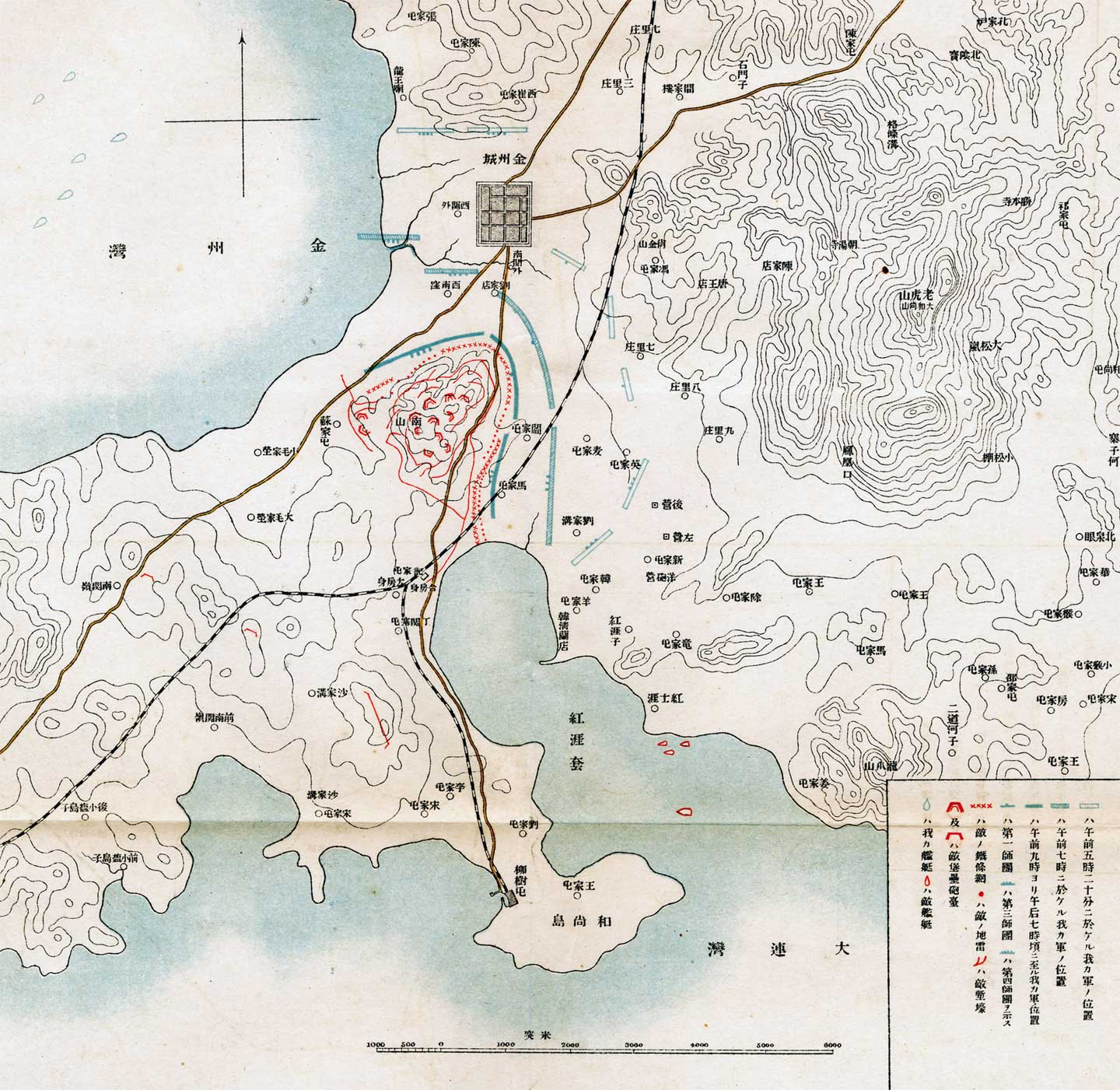
Mappa giapponese

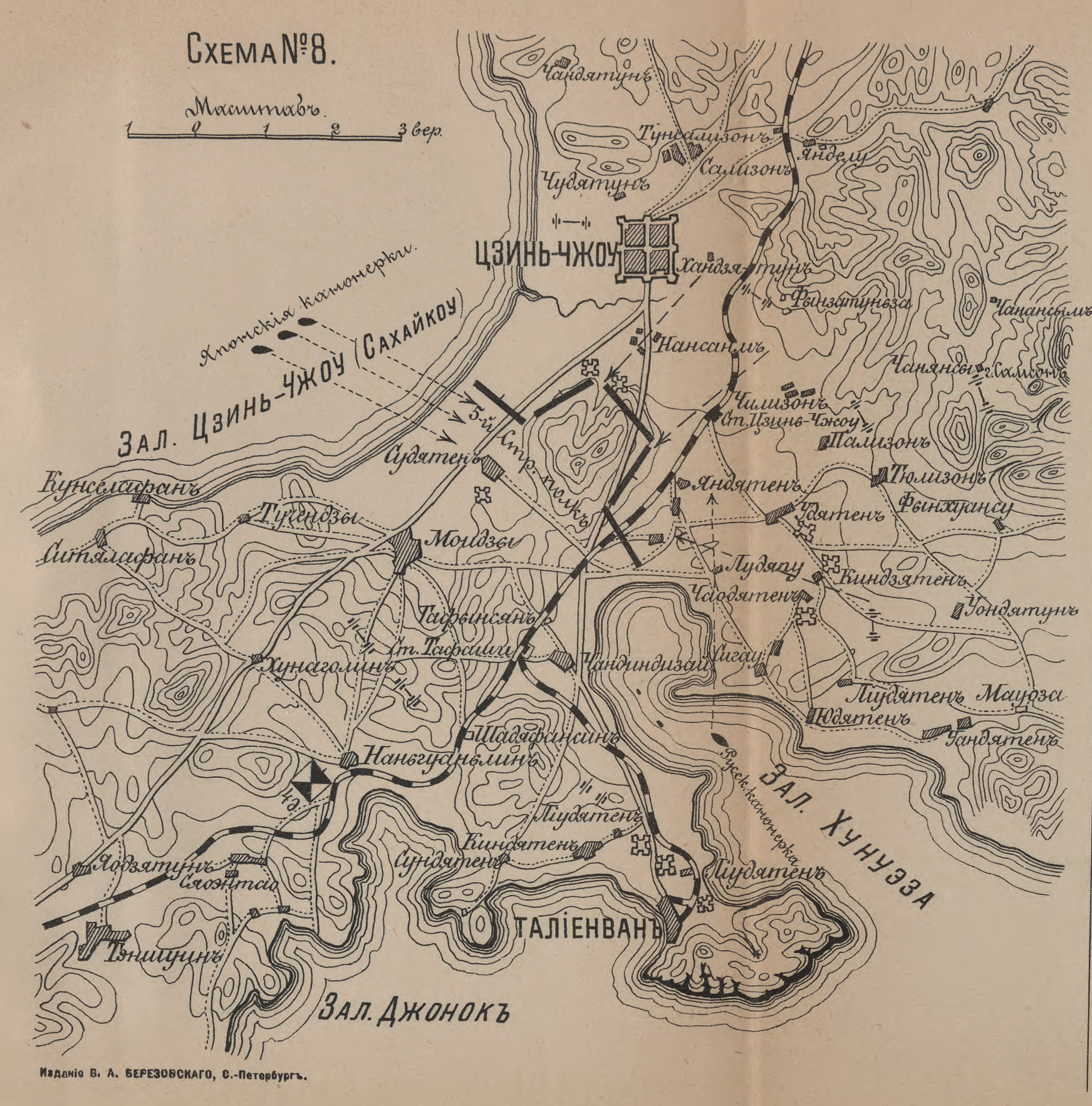
Mappa russa

Il 24 maggio 1904 durante una tempesta la quarta divisione giapponese attaccò la città fortificata di Chinchou (attuale Jinzhou,  金州), a nord della collina di Nanshan. Inizialmente la divisione fu respinta per ben due volte dai difensori della città (in totale meno di 400 uomini) senza riuscire ad aprire una breccia nelle porte cittadine. In seguito anche due battaglioni della Prima Divisione attaccarono riuscendo finalmente ad aprire una breccia e a prendere la città.
Dopo essersi assicurato il fianco tramite la presa di Chinchou il generale Oku iniziò l'assalto principale alla forze russe sulla collina Nanshan. Durante l'assalto la fanteria giapponese fu assistita dal tiro dei cannoni a lunga gittata delle cannoniere ancorate.
I russi riuscirono ad infliggere pesanti perdite ai giapponesi grazie al filo spinato, molti giapponesi infatti rimasero impigliati e feriti morendo a causa delle mine e delle mitragliatrici russe.
Circa alle 18:00, dopo nove tentativi falliti, il generale Oku aveva impegnato tutte le sue riserve ed entrambi gli schieramenti avevano quasi terminato le munizioni.
Nel frattempo il generale russo Foch, spaventato da un possibile attacco giapponese direttamente a Port Arthur o da uno sbarco tra le sue truppe e quelle di Tret'jakov scelse di ritirarsi ignorando le richieste di aiuto di Tret'jakov e dimenticandosi di avvisarlo della sua ritirata. Il colonnello Tret'jakov, a causa delle richieste di rinforzo rimaste senza risposta, alla fine scelse di abbandonare la postazione consapevole che non sarebbe riuscito a resistere ad un ulteriore assalto senza rinforzi. Tret'jakov fu costretto a ritirarsi senza avere la protezione di Foch e la sua ritirata costò alle sue truppe circa 650 perdite (mentre ne aveva avute solo 400 durante lo scontro).
Alle 19:20 circa la bandiera giapponese fu issata sulla cima della collina Nanshan.

## Epilogo
A causa del dispendio imprevisto di munizioni e la conseguente carenza i giapponesi non riuscirono a muoversi da Nanshan prima del 30 maggio, in quella data si mossero verso Dalian convinti di dover affrontare un arduo scontro ma con loro grande sorpresa la trovarono indifesa nonostante fosse un porto strategico di grande importanza e facilmente difendibile; questo è dovuto al fatto che i russi preferirono ritirarsi per concentrarsi sulla difesa di Port Arthur.
Sebbene la vittoria sia da attribuire senza dubbio ai giapponesi, che riuscirono a conquistare la collina e le zone limitrofe, essa fu molto più ardua di quanto i giapponesi potessero pronosticare. Questo perché l'ottima difesa di Tret'jakov costrinse i giapponesi (superiori per numero 10 a 1) ad uno sforzo imprevisto e ad un grave dispendio di uomini, mezzi e munizioni. Infatti i russi persero in totale circa 1 400 uomini tra morti, feriti e dispersi mentre i giapponesi ebbero oltre 4 000 perdite e tra i morti c'era anche il figlio maggiore del generale Maresuke Nogi.